# Entropiczna grawitacja

Statystyczny opis grawitacji według Verlinde'a prowadzi do poprawnego prawa oddziaływania odwrotnego do kwadratu odległości między klasycznymi ciałami

Entropiczna grawitacja – teoria z zakresu fizyki współczesnej, opisującą grawitację jako siłę entropii, nie jako oddziaływanie podstawowe, zachodzące na bazie kwantowej teorii pola i cechowania cząstek (jak w przypadku fotonów dla sił elektromagnetycznych czy gluonów dla oddziaływań silnych), lecz jako probabilistyczny skutek dążenia układów fizycznych do zwiększania swojej entropii. Teoria była intensywnie dyskutowana w środowiskach fizyków, ale otworzyła również nowe pole badań: termodynamiczne właściwości grawitacji.

## Początki
Historia statystycznego opisu grawitacji sięga przynajmniej do badań Bekensteina i Hawkinga nad termodynamiką czarnych dziur w połowie lat 1970. Badania te zasugerowały głębokie powiązanie między grawitacją a termodynamiką, która opisuje zachowanie się ciepła. W 1995 Theodore Jacobson zademonstrował, że równania Einsteina dla pola grawitacyjnego można wyprowadzić łącząc podejście termodynamiczne z zasadą odpowiedniości. Następnie inni fizycy, szczególnie Thanu Padmanabhan, zaczęli zgłębiać powiązania grawitacji z entropią.

## Teoria Verlinde
W 2009 Erik Verlinde odsłonił model konceptualny, opisujący grawitację jako siłę entropiczną. 6 stycznia 2010 opublikował on przeddruk w 29-stronnicowej pracy, zatytułowanej Pochodzenie grawitacji i praw Newtona. Praca została opublikowana w Journal of High Energy Physics w kwietniu 2011. Odwracając logikę trwającą od 300 lat, argumentował, że grawitacja jest konsekwencją „informacji związanej z pozycją ciał materialnych”. Model ten łączy termodynamiczne podejście do grawitacji z zasadą holograficzną Gerardusa ’t Hoofta. Oznacza ona, że grawitacja nie jest oddziaływaniem podstawowym, lecz zjawiskiem emergentnym, wynikającym ze statystycznego zachowania mikroskopijnych stopni swobody, zakodowanych na holograficznym ekranie. Publikacja wywołała szeroki odzew w środowisku naukowym. Andrew Strominger, teoretyk teorii strun z Harvardu, powiedział: „Niektórzy mówią, że to nie może być prawda, inni, że to prawda, a my już to wiemy − jest to prawdziwe i głębokie, prawdziwe i banalne.”
W lipcu 2011 Verlinde zaprezentował dalsze rozwinięcie swoich idei w ramach wkładu do konferencji Struny 2011, włączając w to wyjaśnienie pochodzenia ciemnej materii.
Artykuł Verlinde'a przyciągnął dużą uwagę mediów, i doprowadził do natychmiastowych prac w dziedzinie kosmologii, hipotezy ciemnej energii, rozszerzania kosmologicznego, inflacji kosmologicznej oraz pętlowej grawitacji kwantowej. Zaproponowano również szczególny model mikroskopowy, prowadzący do entropicznej grawitacji w skali makro.

## Wariacja entropii w ujęciu Verlinde'a
Verlinde rozważał ekran holograficzny oraz zbliżającą się do niego z odległości {\displaystyle \delta x} cząsteczkę o masie {\displaystyle m}, która wpłynie na informację zakodowaną na tym ekranie. Następnie, bazując na eksperymencie myślowym Bekensteina, na podstawie którego wyprowadził on entropię czarnej dziury zaproponował on następującą formę wariacji entropii w pobliżu ekranu
{\displaystyle \delta S=2\pi k_{\text{B}}{\frac {mc}{\hbar }}\delta x},
gdzie {\displaystyle k_{\text{B}}} to stała Boltzmana, {\displaystyle c} to prędkość światła w próżni, a {\displaystyle \hbar } to zredukowana stała Plancka. Zależność ta wraz z dodatkową zależnością między siłą entropiczną {\displaystyle F}, temperaturą {\displaystyle T}, wariacją entropii i odległością (praca entropiczna): 
{\displaystyle F\delta x=T\delta S},
pozwala na wyprowadzenie temperatury Unruha ponieważ wówczas (utożsamiając siłę entropiczną z siłą Newtonowską: {\displaystyle F=m\,a})
{\displaystyle F\delta x=ma\,\delta x=T\,2\pi k_{\text{B}}{\frac {mc}{\hbar }}\delta x},
skąd, upraszczając, przyśpieszenie Unruha to {\displaystyle a=T\,2\pi k_{\text{B}}{\frac {c}{\hbar }}} bądź równoważnie temperatura Unruha to 
{\displaystyle T={\frac {\hbar \,a}{2\pi k_{\text{B}}c}}}.
Ponadto, zakładając, że ekran holograficzny jest sferą o promieniu {\displaystyle R} obejmującą masę {\displaystyle M}, której gradient potencjału grawitacyjnego (grawitacja powierzchniowa) to {\displaystyle g=GM/R^{2}}, gdzie {\displaystyle G} jest stałą grawitacji, i korzystając z temperatury Unruha, postulowana przez Verlinde'a wariacja entropii pozwala na wyprowadzenie prawa powszechnego ciążenia jako
{\displaystyle F\delta x=T\delta S={\frac {\hbar \,g}{2\pi k_{\text{B}}c}}\,2\pi k_{\text{B}}{\frac {mc}{\hbar }}\delta x={\frac {\hbar }{2\pi k_{\text{B}}c}}\,{\frac {GM}{R^{2}}}\,2\pi k_{\text{B}}{\frac {mc}{\hbar }}\delta x},
skąd, upraszczając
{\displaystyle F=G{\frac {Mm}{R^{2}}}}.
Porównanie postulowanej przez Verlinde'a wariacji entropii z entropią czarnej dziury, przy założeniu, że odległość reprezentuje promień wodzący ({\displaystyle \delta x=r} )
{\displaystyle 2\pi k_{\text{B}}{\frac {mc}{\hbar }}r={\frac {k_{\text{B}}c^{3}A}{4\hbar \,G}}={\frac {k_{\text{B}}c^{3}4\pi \ r^{2}}{4\hbar \,G}}},
prowadzi, upraszczając, do {\displaystyle 2m={\frac {c^{2}r}{G}}}, czyli do promienia Schwarzschilda
{\displaystyle r={\frac {2Gm}{c^{2}}}}.

## Wariacja entropii w ujęciu Hossenfelder
W odpowiedzi na propozycję Verlinde'a, Sabine Hossenfelder zaproponowała odmienną formę wariacji entropii 
{\displaystyle \delta S=-{\frac {ck_{\text{B}}}{2G\hbar }}A\,\delta \varphi },
w pobliżu ekwipotencjalnego ekranu holograficznego o powierzchni {\displaystyle A}, gdzie {\displaystyle \delta \varphi } jest wariacją potencjału grawitacyjnego w otoczeniu tego ekranu.
W tym przypadku, przy założeniu, że ekran holograficzny jest horyzontem zdarzeń czarnej dziury ({\displaystyle A=4\pi r^{2}}), przez porównanie tej wariacji entropii z entropią czarnej dziury
{\displaystyle -{\frac {ck_{\text{B}}}{2G\hbar }}4\pi r^{2}\,\delta \varphi ={\frac {k_{\text{B}}c^{3}4\pi \ r^{2}}{4\hbar \,G}}},
wariacja potencjału grawitacyjnego jest równa potencjałowi grawitacyjnemu czarnej dziury
{\displaystyle \delta \varphi =-G{\frac {M}{r_{\text{schw}}}}=-{\frac {1}{2}}c^{2}}.
Według zasady holograficznej jednemu bitowi informacji na ekranie holograficznym odpowiada powierzchnia Plancka {\displaystyle \ell _{\text{P}}^{2}=\hbar G/c^{3}}. Tym samym powierzchnię ekranu holograficznego można wyrazić poprzez liczbę {\displaystyle N_{A}} znajdujących się na niej powierzchni Plancka jako {\displaystyle A=N_{A}\ell _{\text{P}}^{2}}, a zaproponowana przez Hossenfelder wariacja entropii przyjmuje postać
{\displaystyle \delta S=-{\frac {ck_{\text{B}}}{2G\hbar }}N_{A}\ell _{\text{P}}^{2}\,\delta \varphi =-{\frac {ck_{\text{B}}}{2G\hbar }}N_{A}{\frac {\hbar G}{c^{3}}}\,\delta \varphi =-{\frac {1}{2}}k_{\text{B}}N_{A}{\frac {\delta \varphi }{c^{2}}}}.
Zakładając dalej, że wariacja potencjału grawitacyjnego na {\displaystyle k}-tej powierzchni Plancka może przyjmować jedynie dwie wartości zero i {\displaystyle -c^{2}}, czyli
{\displaystyle \delta \varphi _{k}=-\{0,1\}c^{2}}
wyrażenie {\displaystyle N_{A}\delta \varphi /c^{2}} można zastąpić sumowaniem po wszystkich {\displaystyle N_{A}} powierzchniach Plancka.
Wariacja entropii przyjmuje zatem postać
{\displaystyle \delta S=-{\frac {1}{2}}k_{\text{B}}N_{A}{\frac {\delta \varphi }{c^{2}}}=-{\frac {1}{2}}k_{\text{B}}\sum _{k=1}^{\left\lfloor N_{A}\right\rfloor }{\frac {\delta \varphi _{k}}{c^{2}}}={\frac {1}{2}}k_{\text{B}}N_{1}},
gdzie {\displaystyle N_{1}} oznacza liczbę powierzchni Plancka, na których wariacja potencjału grawitacyjnego przyjmuje wartość {\displaystyle -c^{2}} (jest zatem wagą Hamminga), a {\displaystyle \left\lfloor N_{A}\right\rfloor } jest częścią całkowitą {\displaystyle N_{A}}.
Porównanie tej formy wariacji entropii z entropią czarnej dziury
{\displaystyle {\frac {1}{2}}k_{\text{B}}N_{1}={\frac {1}{4}}k_{\text{B}}N\quad \Leftrightarrow \quad N_{1}={\frac {1}{2}}N},
prowadzi do wniosku, że na horyzoncie zdarzeń czarnej dziury, który obejmuje {\displaystyle N} powierzchni Plancka, jest tyle samo powierzchni Plancka mających potencjał {\displaystyle -c^{2}} co powierzchni o potencjale zerowym.

## Testy eksperymentalne
Entropiczna grawitacja, w formie zaproponowanej przez Verlinde'a w jego oryginalnej publikacji, reprodukuje równania pola Einsteina, a w przybliżeniu newtonowskim odtwarza potencjał pola sił grawitacyjnych, 1/r2. 
Zespół z Obserwatorium w Lejdzie prowadząc statystyczne obserwacje soczewkowania grawitacyjnego w dużych odległościach od centr ponad 33,000 galaktyk wykazał, że pola grawitacyjne są zgodne z przewidywaniami entropicznej grawitacji. Stosując konwencjonalną teorię grawitacji, pola wynikające z tych obserwacji (a także zmierzonych krzywych rotacji galaktyk) można przypisać jedynie określonemu rozkładowi hipotetycznej ciemnej materii.

## Krytyka
Entropicznej grawitacji w jej obecnej formie rzucono wiele wyzwań na gruncie formalnym. Matt Visser, profesor matematyki na University of Wellington, NZ, w „Conservative Entropic Forces” wykazał, że próby modelowania konserwatywnych sił w ogólnym przypadku newtonowskim (czyli arbitranych potencjałów i nieograniczonej ilości mas dyskretnych) prowadzi do niefizycznych wymagań dla potrzebnej entropii, i wprowadza nienaturalne liczby [temperature baths] o różnych temperaturach. Napisał:

Nie ma uzasadnionej wątpliwości co do fizycznej realności sił entropicznych, nie ma też wątpliwości, że klasyczna (i pół-klasyczna) ogólna teoria względności jest blisko związana z termodynamiką [52-55]. Bazując na pracy Jacobsona [1-6], Thanu Padmanabhan [7-17] oraz innych, istnieją dobre powody do przypuszczeń, że jest możliwa termodynamiczna interpretacja w pełni relatywistycznych równań Einsteina. Czy szczególne propozycje Verlinde'a [26] są bliskie takiej fundamentalności - czas pokaże. Raczej barokowa konstrukcja, potrzebna do odtworzenia newtonowskiej grawitacji n-ciał, w wydaniu Verlinde'a, z pewnością wymaga zastanowienia.

W kontekście wyprowadzenia równań Einsteina z perspektywy termodynamicznej, Tower Wang wykazał, że inkluzja zachowania energii i pędu, homogeniczności kosmologicznej oraz izotropii silnie ogranicza szeroką klasę modyfikacji potencjałów entropicznej grawitacji, z których niektórych używa się do uogólnienia entropicznej grawitacji poza pojedynczy przypadek entropicznego modelu równań Einsteina. Wang zastrzegł, że

Jak wynika z naszych wyników, modele zmodyfikowanej grawitacji entropicznej w formie (2), jeśli nie są zabite, powinny istnieć w bardzo wąskim przedziale, aby zapewnić zachowanie energii i pędu, oraz aby objąć homogeniczny i izotropowy Wszechświat.

### Entropiczna grawitacja i koherencja kwantowa
Kolejną dziedziną krytyki entropicznej grawitacji jest łamanie przez nią koherencji kwantowej. Eksperymenty z ultra zimnymi neutronami w polu grawitacyjnym Ziemi pokazują, że neutrony leżą na poziomach dyskretnych, jak przewiduje równanie Schrödingera, według którego grawitacja ma być konserwatywnym polem potencjału, bez czynników dekoherencyjnych. Archil Kobakhidze twierdzi, że wyniki te obalają entropiczną grawitację. Luboš Motl przedstawił to na swoim blogu w sposób popularny.